# Antonino Paternò-Castello
Antonino Paternò-Castello, San Giuliano márkija (Catania, 1852. december 9. – Róma, 1914. október 16.) olasz nemes, publicista, politikus, Catania polgármestere és több alkalommal az Olasz Királyság minisztere volt.

## Élete
Antonino Paternò-Castello 1852. december 9-én született a szicíliai Cataniában. Tanulmányai befejeztével jogi végzettséget szerzett. 1879-ben megválasztották Catania polgármesterévé. 1882-ben képviselő lett és Francesco Crispi politikáját támogatta. 1892-ben kinevezték mezőgazdasági államtitkárrá, 1898-ban pedig postaügyi miniszternek. A nemzetközi problémákban való tájékozottságára tekintettel 1905-től 1906-ig megbízták a külügyminiszteri tisztség ellátásával. 1906-tól 1909-ig londoni, 1909-től 1910-ig pedig párizsi nagykövetként szolgált. 1910 márciusában ismét átvette a külügyminiszteri tárca irányítását, amelyet haláláig látott el. Az afrikai és a mediterrán térség keleti részén történő olasz gazdasági-politikai terjeszkedés híve volt.
Ennek érdekében létrehozta a líbiai vállalkozást, amelyet a dodekanészoszon létesített olasz település megalapítása követett. Innentől kezdve a mediterrán-térség egyensúlyi helyzetének megvédésére, illetve megőrzésére törekedett. 1912-ben megújította a központi hatalmakkal való olasz szövetséget, amely garantálta az Olasz Királyság számára Líbia bekebelezését. Ennek ellenére ellenezte az Osztrák–Magyar Monarchia egyre növekvő befolyását a balkáni és az adriai térségben és megszerezte a monarchia beleegyezését a független Albánia létrehozásához. Mindemellett jó kapcsolatokat ápolt az antanttal is, és szüntelenül egy mediterrán egyezmény elérésére törekedett. 
Az első világháború kitörésekor az olasz semlegesség mellett foglalt állást. Először tárgyalásokat kezdeményezett az Osztrák–Magyar Monarchiával az olaszok által igényelt és a részükre átadandó területekkel kapcsolatban, majd az 1914 augusztus-szeptemberi időszakban az antanttal is. Az utóbbitól kapott kedvező területi ígéretek fejében elkötelezte magát a háborúba való belépésre a központi hatalmak ellen. 
1914. október 16-án hunyt el Rómában.